# Frederick Morgan Davenport

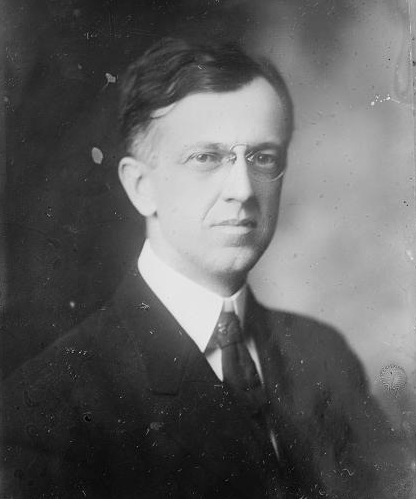
Frederick Morgan Davenport

Frederick Morgan Davenport (* 27. August 1866 in Salem, Massachusetts; † 26. Dezember 1956 in Washington, D.C.) war ein US-amerikanischer Politiker, Soziologe und Revivalsforscher. Er war Professor für Soziologie am Hamilton College in Clinton, Oneida County, New York. Sein Hauptwerk beschäftigt sich mit Erweckungsbewegungen, insbesondere den Revivals in Amerika.
Von 1909 bis 1911 und von 1919 bis 1925 war er in New York Staatssenator; 1914 kandidierte er erfolglos für das Gouverneursamt. Von 1925 bis 1933 vertrat er als Republikaner den 33. Wahlbezirk des Staates New York im US-Repräsentantenhaus. Nach verfehlter Wiederwahl wurde er Präsident des National Institute of Public Affairs in Washington, was er bis 1949 blieb.

## Werke
- Primitive traits in religious revivals; a study in mental and social evolution. New York, Negro Universities Press [1968, c1905]. Thesis--Columbia University.(Digitalisat, 1917)